# Condado de Bañuelos
El condado de Bañuelos es un título nobiliario español que fue creado el 11 de junio de 1867 por la reina Isabel II de España, a favor de Miguel de los Santos de Bañuelos y Traval.

## Condes de Bañuelos
|                        | Titular                                   | Periodo                |
| Creación por Isabel II | Creación por Isabel II                    | Creación por Isabel II |
| ---------------------- | ----------------------------------------- | ---------------------- |
| I                      | Miguel de los Santos de Bañuelos y Traval | 1867-1906              |
| II                     | Antonia de Bañuelos y Thorndike           | 1908-1911              |
| III                    | Isabel Quiñones de León y Bañuelos        | 1911-¿?                |
| IV                     | Pedro Christophersen y Quiñones de León   | 1950-1986              |
| V                      | María Magdalena Christophersen y Vela     | 1986-actualidad        |

## Historia de los condes de Bañuelos
- Miguel de los Santos de Bañuelos y Traval (m. Biarritz, 25 de febrero de 1906), I conde de Bañuelos,[1] senador por la provincia de Tarragona,[2] CXCIV gran cruz de la Real Orden Militar de Nuestra Señora de la Concepción de Villaviciosa de Portugal en 1868. Era hijo de Santiago de Bañuelos y González y de la tortosina Antonia Traval Clavia.

Casó con Mary Adeline Thorndike, hija de Charles Thorndike (Beverly, Massachusetts, 12 de noviembre de 1795-15 de febrero de 1833) y de su esposa Mary Martha Purnell (14 de marzo de 1805-3 de septiembre de 1891). En 25 de enero de 1908, le sucedió su hija:
- Antonia de Bañuelos y Thorndike (Roma, 17 de julio de 1855-Bournemouth, Dorset, 1921), II condesa de Bañuelos.[1]

Casó en 23 de noviembre de 1891, siendo su segunda esposa, con Fernando Quiñones de León y Francisco-Martín (París, 27 de diciembre de 1858-El Cairo, 2 de febrero de 1937), VII marqués de Montevirgen, III marqués de San Carlos en España, I marqués de Alcedo, grande de España, último señor de Riolago, caballero de la Soberana Orden Militar y Hospitalaria de San Juan de Jerusalén, de Rodas y de Malta, correspondiente de la Real Academia de la Historia y autor de diversas obras históricas, como Los merinos de Asturias. En 13 de junio de 1911, le sucedió su hija:
- Isabel Quiñones de León y Bañuelos (Torquay, 1894-?), III condesa de Bañuelos.[1]

Casó con Pedro Christophersen y Alvear. En 2 de junio de 1950, le sucedió su hijo:
- Pedro Fernando Christophersen y Quiñones de León (m. 15 de mayo de 1984), IV conde de Bañuelos[1] y II marqués de Alcedo, grande de España.[4]

Casó, el 14 de diciembre de 1940, con Magdalena Vela Harilaos (m. 1994). El 24 de enero de 1986, le sucedió su hija:
- María Magdalena Christophersen y Vela, V condesa de Bañuelos[1] y III marquesa de Alcedo, grande de España.[4]

Casó, el 19 de septiembre de 1963, con Alejandro Bosch Madariaga.